# Jean-Albert Dupont
Pour les articles homonymes, voir Dupont.
 (mars 2024).
 (mars 2024).
La mise en forme du texte ne suit pas les recommandations de Wikipédia : il faut le « wikifier ».
Les points d'amélioration suivants sont les cas les plus fréquents. Le détail des points à revoir est peut-être précisé sur la page de discussion.
- Les titres sont pré-formatés par le logiciel. Ils ne sont ni en capitales, ni en gras.
- Le texte ne doit pas être écrit en capitales (les noms de famille non plus), ni en gras, ni en italique, ni en « petit »…
- Le gras n'est utilisé que pour surligner le titre de l'article dans l'introduction, une seule fois.
- L'italique est rarement utilisé : mots en langue étrangère, titres d'œuvres, noms de bateaux, etc.
- Les citations ne sont pas en italique mais en corps de texte normal. Elles sont entourées par des guillemets français : « et ».
- Les listes à puces sont à éviter, des paragraphes rédigés étant largement préférés. Les tableaux sont à réserver à la présentation de données structurées (résultats, etc.).
- Les appels de note de bas de page (petits chiffres en exposant, introduits par l'outil «  Source ») sont à placer entre la fin de phrase et le point final[comme ça].
- Les liens internes (vers d'autres articles de Wikipédia) sont à choisir avec parcimonie. Créez des liens vers des articles approfondissant le sujet. Les termes génériques sans rapport avec le sujet sont à éviter, ainsi que les répétitions de liens vers un même terme.
- Les liens externes sont à placer uniquement dans une section « Liens externes », à la fin de l'article. Ces liens sont à choisir avec parcimonie suivant les règles définies. Si un lien sert de source à l'article, son insertion dans le texte est à faire par les notes de bas de page.
- La présentation des références doit suivre les conventions bibliographiques. Il est recommandé d'utiliser les modèles {{Ouvrage}}, {{Chapitre}}, {{Article}}, {{Lien web}} et/ou {{Bibliographie}}. Le mode d'édition visuel peut mettre en forme automatiquement les références.
- Insérer une infobox (cadre d'informations à droite) n'est pas obligatoire pour parachever la mise en page.

Pour une aide détaillée, merci de consulter Aide:Wikification.
Si vous pensez que ces points ont été résolus, vous pouvez retirer ce bandeau et améliorer la mise en forme d'un autre article.
Jean-Albert Dupont est un militaire français, premier mécanicien puis aviateur, né le  30 avril  1907 à Urgons, dans les Landes, et mort en 1973 à Colomiers. C'est l'un des 19 aviateurs volontaires du Groupe Aérien d'Instruction de Saint-Jean-D'angély, commandés par le Capitaine Georges Goumin, qui après l'Appel du 18 Juin 1940, quittent la France pour rallier De Gaulle dans la nuit du 19 au 20 juin 1940. Ils arrivent en Angleterre le 20 juin au matin, ce qui fait d'eux les premiers militaires français à avoir rejoint ce qui devait devenir ensuite les Forces Françaises Libres. On les a qualifié : « Les Premiers Évadés de France », ainsi que les élèves du Trébouliste, qui arrivèrent en Angleterre le lendemain 21 juin.
Membre des Forces Aériennes Françaises Libres dès leur création le 8 juillet 1940, il participe à toute la Seconde Guerre mondiale, au Tchad, au Moyen-Orient. Muté au groupe de chasse alsace en 1942.

## Biographie

### Avant-guerre
Né le 30 avril 1907 à Urgons dans les Landes, Jean Albert Dupont est d'origine modeste : son père est forgeron, sa mère épouse au foyer élève de nombreux enfants. La famille n'est pas riche et Jean Dupont doit quitter la maison très tôt pour subvenir à ses besoins. Devançant l'appel, il s'enrôle dans l'armée le 30 mars 1926 : il est engagé volontaire pour 5 ans au titre du 1er Groupe Ouvrier Aéronautique, école René Hanriot. Il obtient son Brevet Supérieur de Mécanicien Avion un an plus tard, en même temps que le grade de caporal. En 1928, devenu sergent il est affecté au 39ème régiment d'aviation à Rayak au Liban, où il restera jusqu'en 1931. Puis ce sera la Syrie jusqu'en 1934. Il y rencontre notamment un archéologue-pionnier qui l'engage pour du repérage aérien, devenant l'un des premiers pilotes à participer à la prospection aérienne des sites archéologiques.
Entre 1934 et 1936, Jean Albert Dupont est affecté à la base de Reims puis à celle de Mourmelon. Doté d'une belle voix de baryton, il prend des cours de Bel canto.
En avril 1936, Jean Dupont est affecté au Bataillon de l'Air en Afrique Équatoriale Française, et sa nouvelle destination est Pointe Noire au Congo. Il y obtient le grade de sergent-chefen 1937.
Il en reviendra en janvier 1939 pour une mutation à Toulouse-Francazal avec le grade d'adjudant. Il y rencontre sa future épouse Justine Larroque, infirmière puis assistante sociale à Air France. Puis ce sera la base de Saint Jean d'Angély-Fontenet le 15 juin 1939. Il s'y marie avec Justine Larroque le 21 octobre 1939.

### L'appel du 18 Juin 1940

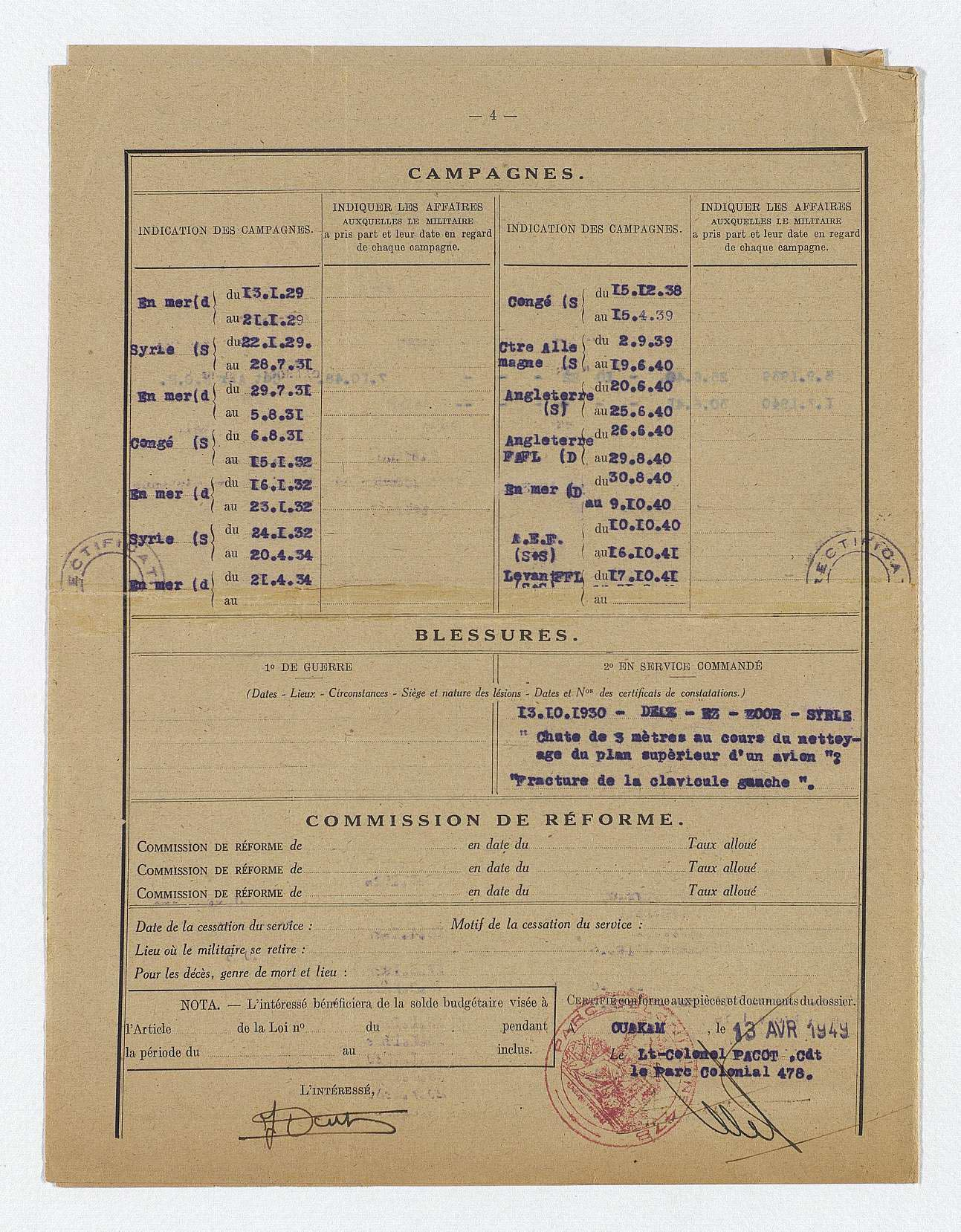
État général des services et campagnes de Jean-Albert Dupont (document de l'armée de l'air)

Il se trouvait sur la base aérienne de Saint Jean d'Angély-Fontenet lorsqu'il entendit l'appel lancé depuis Londres par le Général De Gaulle le 18 juin 1940. Avec un groupe d'aviateurs menés par le Capitaine Georges Goumin, ils décident dès le lendemain 19 juin de répondre à cet appel en volant un avion. La décision se fait sans trop de préparation, mais elle ne pouvait guère être retardée davantage: avec l'annonce de l'armistice, les troupes allemandes devaient prendre possession de tout le matériel militaire français avec l'aval des autorités dirigeantes. Ce groupe de 19 "évadés de France", arrivé en Angleterre le 20 juin 1940 à 9h45, constitue le groupe des premiers "Compagnons" à avoir rallié De Gaulle. Ils avaient été précédés le 17 juin par 5 officiers de l’École de Pilotage de Royan : Jacques Soufflet, Robert Moizan, Albert Preziosi, Jean-Paul Ezanno, Henri Gaillet (Jacques Soufflet relate leur aventure dans sa biographie, Un étrange Itinéraire .
Jean Dupont était alors tout jeune marié, mais il décida de ne pas emmener sa jeune épouse Justine, contrairement à Georges Goumin qui emmena avec lui sa femme.
Dans la base de données Léonore des Archives Nationales, il est stipulé : "Passé en Angleterre le 20-6-1940. Engagé aux Forces Françaises Libres le 24-6-1940."

### Après-guerre
Il est fait Chevalier de la Légion d'Honneur le 31 décembre 1948.
Après la guerre, Jean Dupont vient s'installer à Colomiers près de Toulouse, avec son épouse, après un passage par divers pays d'Afrique. Il quitte bientôt l'armée pour se reconvertir dans la vie civile et mener une existence paisible. Passionné de Rugby à XV, il contribue à fonder en 1963 le Club de Rugby de Colomiers (aujourd'hui Colomiers Rugby) avec son ami Raymond Paupy.
Il a eu un fils, le Docteur Paul Dupont, auteur de nombreux ouvrages de médecine, qui vit toujours à Colomiers.
C'est le grand-père de Jean-Baptiste Dupont, organiste et improvisateur français.

## L'évasion vers l'Angleterredu 20 juin 1940
A la page 27 de son livre Cap sans retour, Germaine L'Herbier-Montagnon relate l'évasion, le 20 juin 1940, d'un groupe de 19 aviateurs volontaires commandés par le Capitaine Georges Goumin, depuis la base de Saint-Jean-d'Angély.
Leur décision de s'évader est prise dès le 19 juin, juste après l'Appel du 18 Juin 1940 de De Gaulle. Les dix huit sous-officiers ainsi que l'épouse de Georges Goumin prennent place à bord d'un quadrimoteur Farman F.222, et attendent la nuit (donc le 20 juin) pour décoller. Ils seront les premiers Français à rallier l'Angleterre. En effet, les tout premiers volontaires à quitter le France après l'appel du 18 juin sont les 110 élèves de l'école de pilotage du Mans, qui se sont embarqués dès le 18 juin au soir à bord du Langoustier Le Trébouliste, à Douarnenez pour rejoindre De Gaulle à Londres. Mais la traversée vers l'Angleterre étant beaucoup plus longue en bateau qu'en avion, c'est le groupe du Commandant Goumin qui arrivera le premier à destination, à Saint Ives. Ceux du Trébouliste atteindront Falmouth deux jours plus tard.
Madame L'Herbier-Montagnon narre ainsi le début de l'aventure : « ...Dix-neuf aviateurs les plus gonflés du groupe décident de
prendre le "Farman" entreposé par l'E. A. de Châteaudun sur le terrain et de
partir pour l'Angleterre... »
Le "Farman" en question est dit-elle un quadrimoteur, type 122 n°19, qu'aucun de ces militaires n'a jamais piloté, ce qui ne les décourage pas de le voler. Ils disposent l'avion au bout du terrain pour que le décollage soit moins bruyant, et ils y passent la nuit, décollant aux premières lueurs de l'aube, à 5 heures.
A 8h30, ils envoient un message radio aux Anglais pour leur demander des instructions d'atterrissage. Un avion britannique vient les escorter et les dirige vers Saint Ives en Cornouailles, où ils atterrissent à 9h45.

## Dans les Forces Françaises Libres
Le lendemain de leur évasion vers l'Angleterre, les fugitifs sont dirigés vers une base de la Royal Air Force à Saint Athan au Pays de Galles. Ils y seront rejoints le 27 juin par les 108 membres de L’École de Pilotage 23 du Mans qui avaient embarqué à bord du Trébouliste dès le 19 juin. Auparavant le 24 juin, ses compagnons et lui sont  officiellement engagés au sein des Forces Françaises Libres.
La vie au sein de cette base de la Royal Air Force est décrite par madame L'Herbier-Montagnon à la page 21 de son livre comme une "installation des plus confortables : lits, eau courante chaude et froide, douches, piscine, cinéma, rien ne manque." 
Jean Dupont et ses compagnons bénéficient sur la base d'une instruction pour se former au matériel britannique.
Le 30 août, dans le cadre de l'Opération Menace voulue par De Gaulle, Jean-Albert Dupont est dirigé sur l'A.E.F (Afrique Équatoriale Française) . Il débarque ensuite à Douala au Cameroun le 9 octobre 1940. Affecté au Détachement des Forces Aériennes du Tchad, il arrive à Fort Lamy le 11 décembre 1940. Il participe à la Bataille de Koufra début 1941, ce qui lui vaut la médaille coloniale (devenue aujourd'hui Médaille d'outre-mer).
Un an plus tard, le 16 octobre 1941, il est affecté aux Forces Aériennes Françaises Libres du Moyen-Orient, et rejoint le groupe mixte d'instruction de Damas le 20 octobre, pour y recevoir une formation officielle de pilote. Il est promu sous-lieutenant le 15 mars 1942 par le général Martial Valin.
Il peut alors rallier le Groupe de Chasse Alsace le 1er avril 1942, première unité de combat et d'appui aérien mise en place par les FAFL (apparaîtront ensuite les groupes Lorraine, Ile-de France, Normandie, etc). Il y retrouve notamment ses anciens compagnons d'évasion James Denis et Louis Ferrant, qui commandaient ces escadrilles.
En janvier 1943, le groupe de chasse Alsace rentre en Grande-Bretagne pour servir le Front de l'Ouest. Jean Dupont est promu lieutenant le 6 juin 1943, et il effectue une formation d'Officier Ingénieur en Angleterre.
En mai 1944, il devient Chef du Dépôt de l'Air à Camberley. Mais il est rapidement affecté à la 2ème Région Aérienne, 4ème bureau à Londres, à partir du 15 juin 1944.
Le 18 septembre 1944, il retrouve enfin la France : il rentre à Paris avec la 2ème R.A de Londres. Il demande aussitôt une affectation sur Toulouse, pour y rejoindre son épouse Justine. Il sera affecté au Parc De l'Air de Toulouse-Balma en novembre 1944 pour sa réorganisation. Détaché en février 1945 à la base de Blagnac comme Officier de Liaison à la Royal Air Force, il s'entend mal avec les Britanniques. Après la capitulation allemande du 8 ami 1945, il choisit de revenir à l'annexe-parc de Toulouse-Balma et est affecté au dépôt de l'air 621 qu'il faut réorganiser.

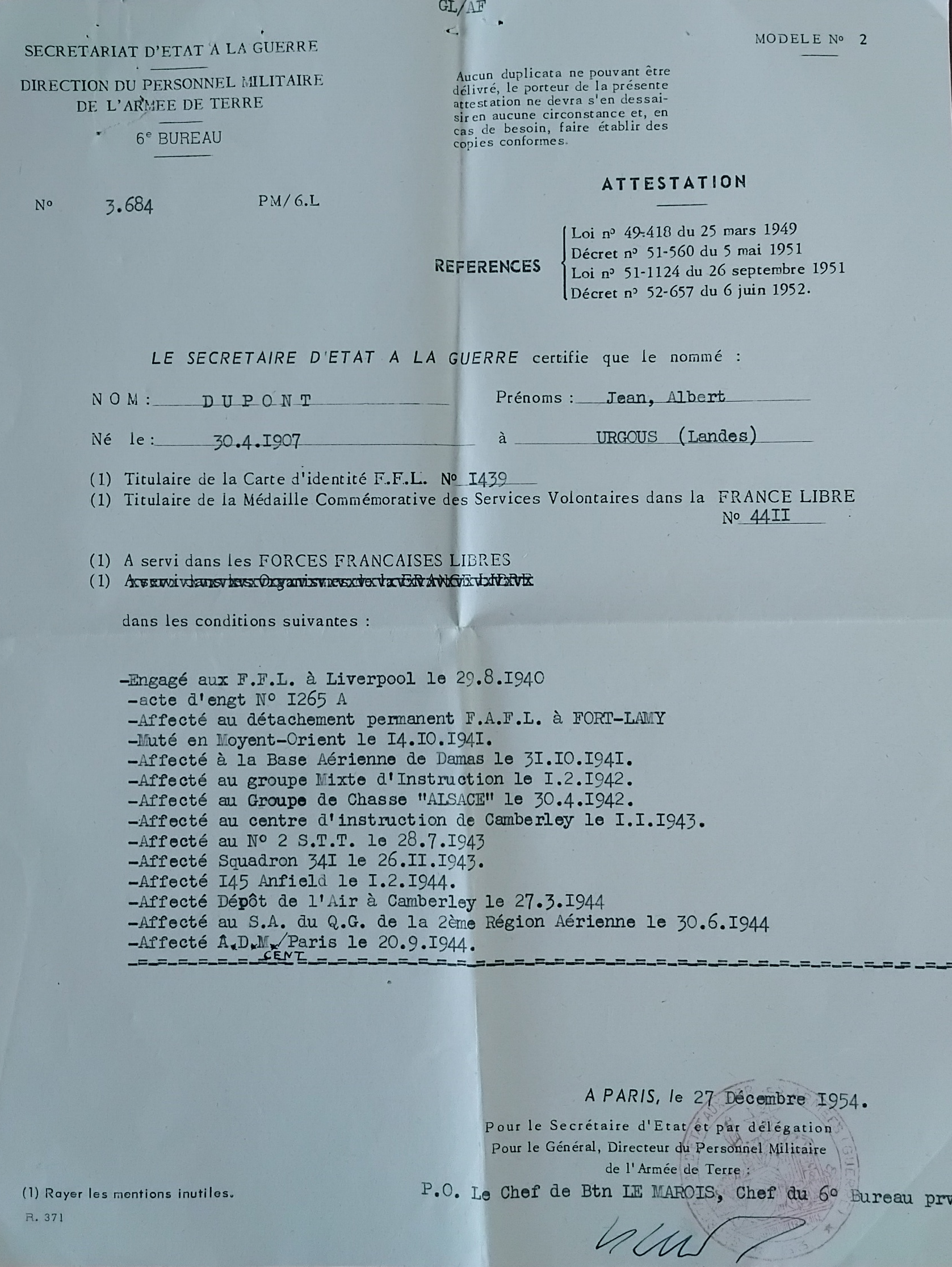
Attestation de service dans les FFL et de Médaille Commémorative des Services Volontaires dans la France Libre de Jean-Albert Dupont.

## Fin de carrière militaire de Jean-Albert Dupont

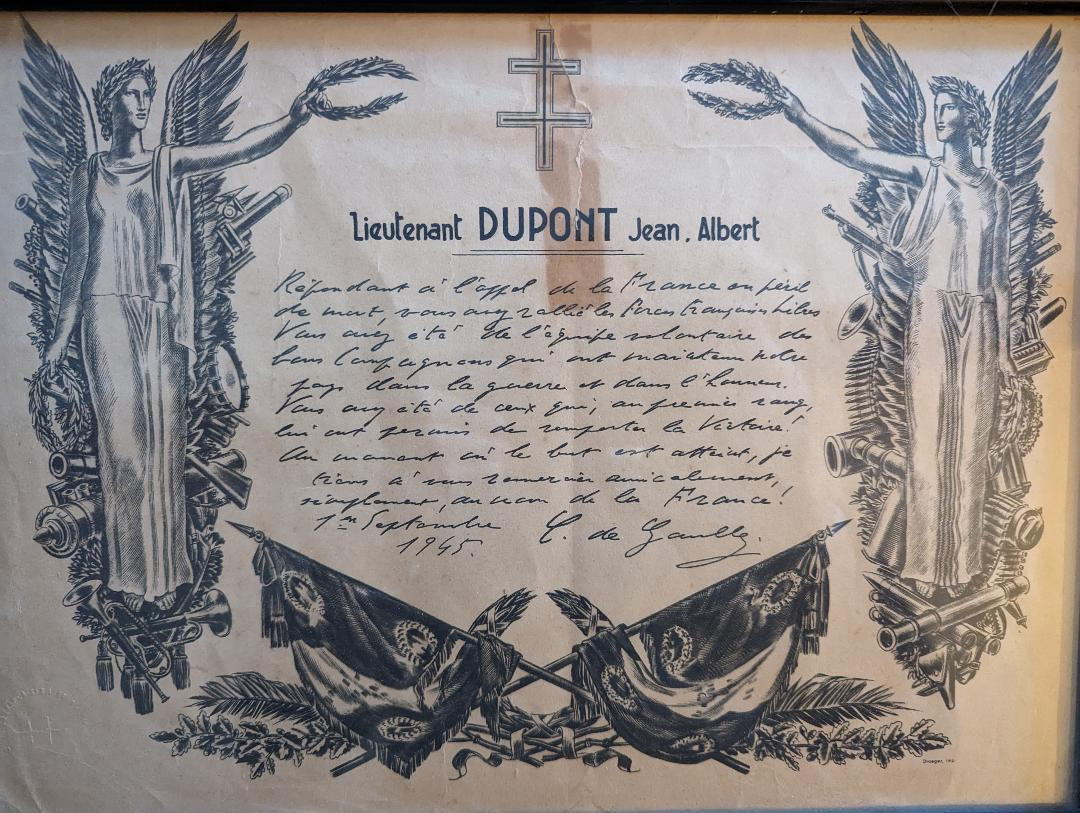

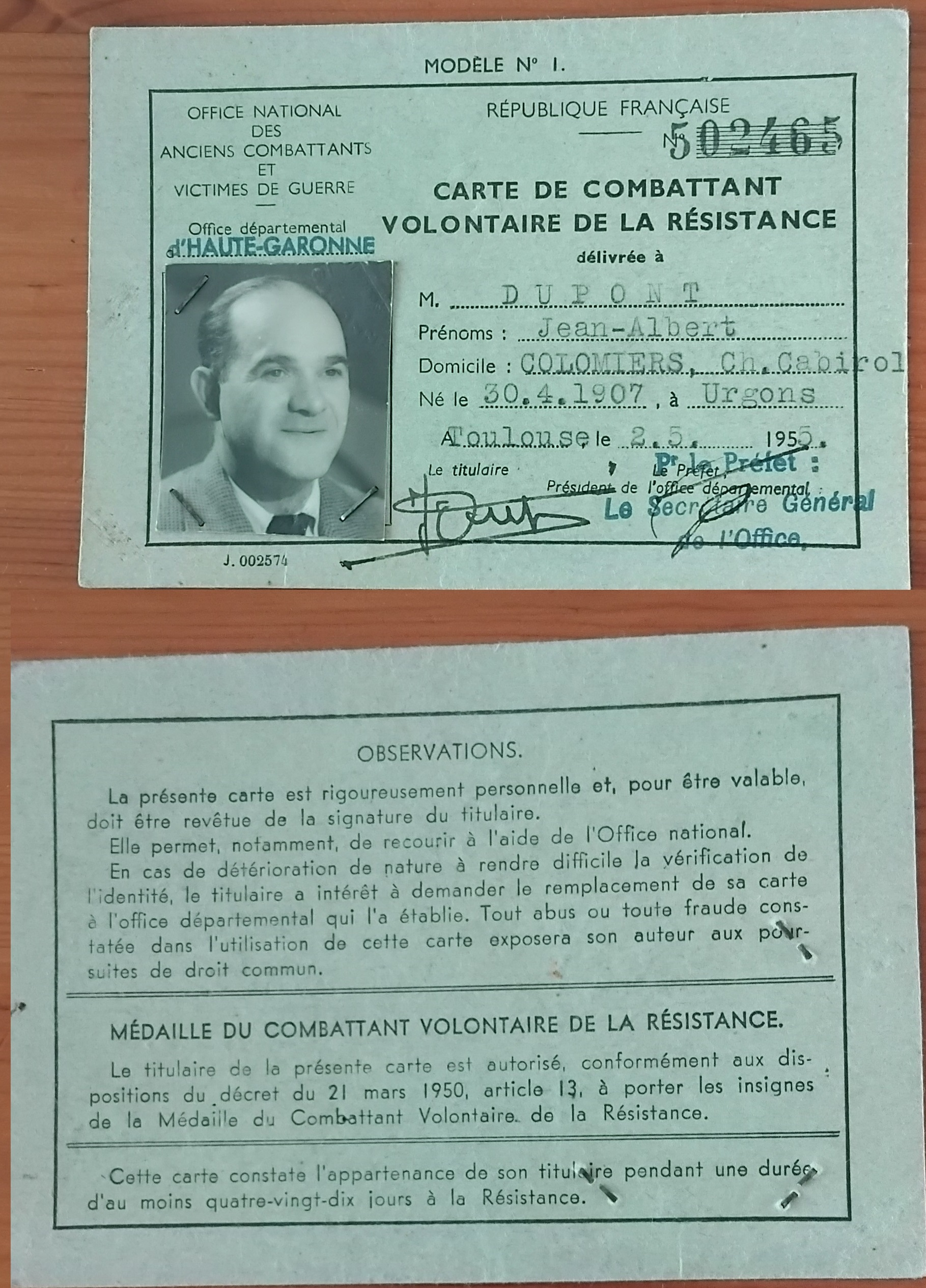
Carte du combattant volontaire de la résistance Jean-Albert Dupont obligatoirement associée à la croix

A la fin de la guerre, De Gaulle a besoin de personnes de confiance pour réorganiser le pays. Le lieutenant Jean-Albert Dupont se voit, comme tous ses camarades des Forces Aériennes Françaises Libres, proposer des postes prestigieux, notamment un poste d'attaché d'ambassade au Brésil, qu'il refuse. En septembre 1945, il reçoit l'acte officiel de remerciements pour avoir rallié la France Libre, signé du général De Gaulle (voir ci-dessus) :
" Lieutenant DUPONT Jean-Albert/ Répondant à l'appel de la France en péril / de mort, vous avez rallié les Forces Françaises Libres / Vous avez été de l'équipe volontaire des / bons Compagnons qui ont maintenu notre / pays dans la guerre et dans l'honneur. / Vous avez été de ceux qui, au premier rang, / lui ont permis de remporter la Victoire! / Au moment où le but est atteint, je / tiens à vous remercier amicalement, / simplement, au nom de la France! / 1er Septembre / 1945. / C. de Gaulle . / Draeger, Imp"
Malgré ces offres, il choisit de rester à Toulouse.
Le 25 décembre 1947, il sera nommé capitaine.
Affecté ensuite à Dakar, il prend sa retraite peu après avec le grade de Commandant, ayant été promu le 31 décembre 1948 Chevalier de La légion d'Honneur. Sur ses états de service, il est stipulé : "Contingent Spécial",.
En 1955, il reçoit la Croix du Combattant Volontaire de La Résistance.  Seuls les titulaires d'une carte spécifique sont autorisés à porter cette décoration (voir photo ci-contre).

## Décorations

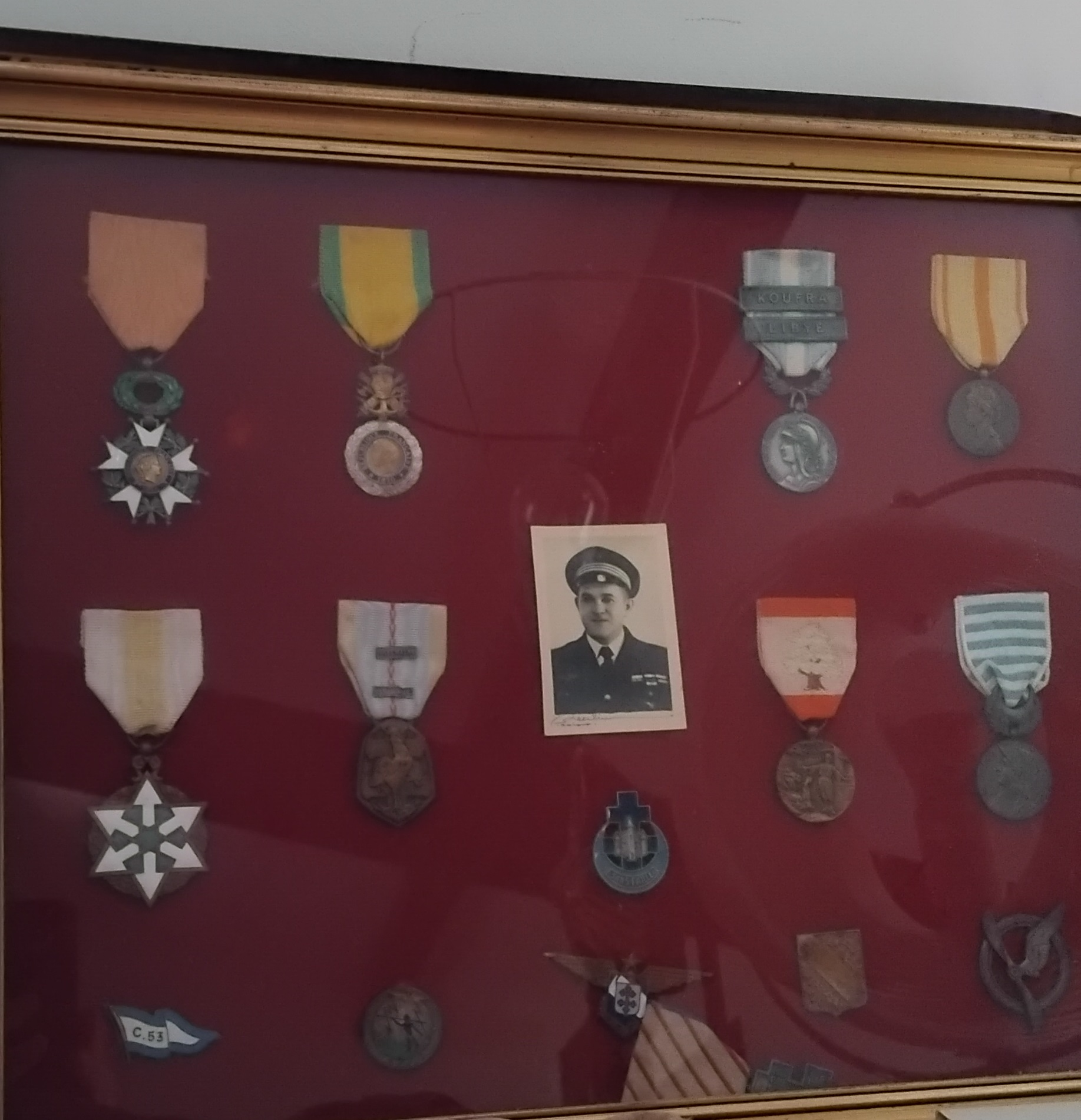
Portrait du commandant Jean-Albert Dupont avec quelques-unes de ses décorations

- Chevalier de la Légion d'Honneur 31 décembre 1948
- Médaille Militaire 15 mai 1941
- Croix de Guerre 1939-1944
- Médaille des évadés
- Médaille d'outre-mer, avec agrafes Koufra et Libye mai 1942
- Médaille de la résistance française sans rosette 24 avril 1946
- Médaille commémorative des services volontaires dans la France Libre 4 avril 1946
- Croix de guerre des théâtres d'opérations extérieurs
- Médaille commémorative française de la guerre 1939-1945
- Médaille commémorative de Syrie-Cilicie
- Étoile de Chevalier de l'Ordre du Mérite Syrien
- Médaille de l’Étoile Noire du Bénin 22 novembre 1949

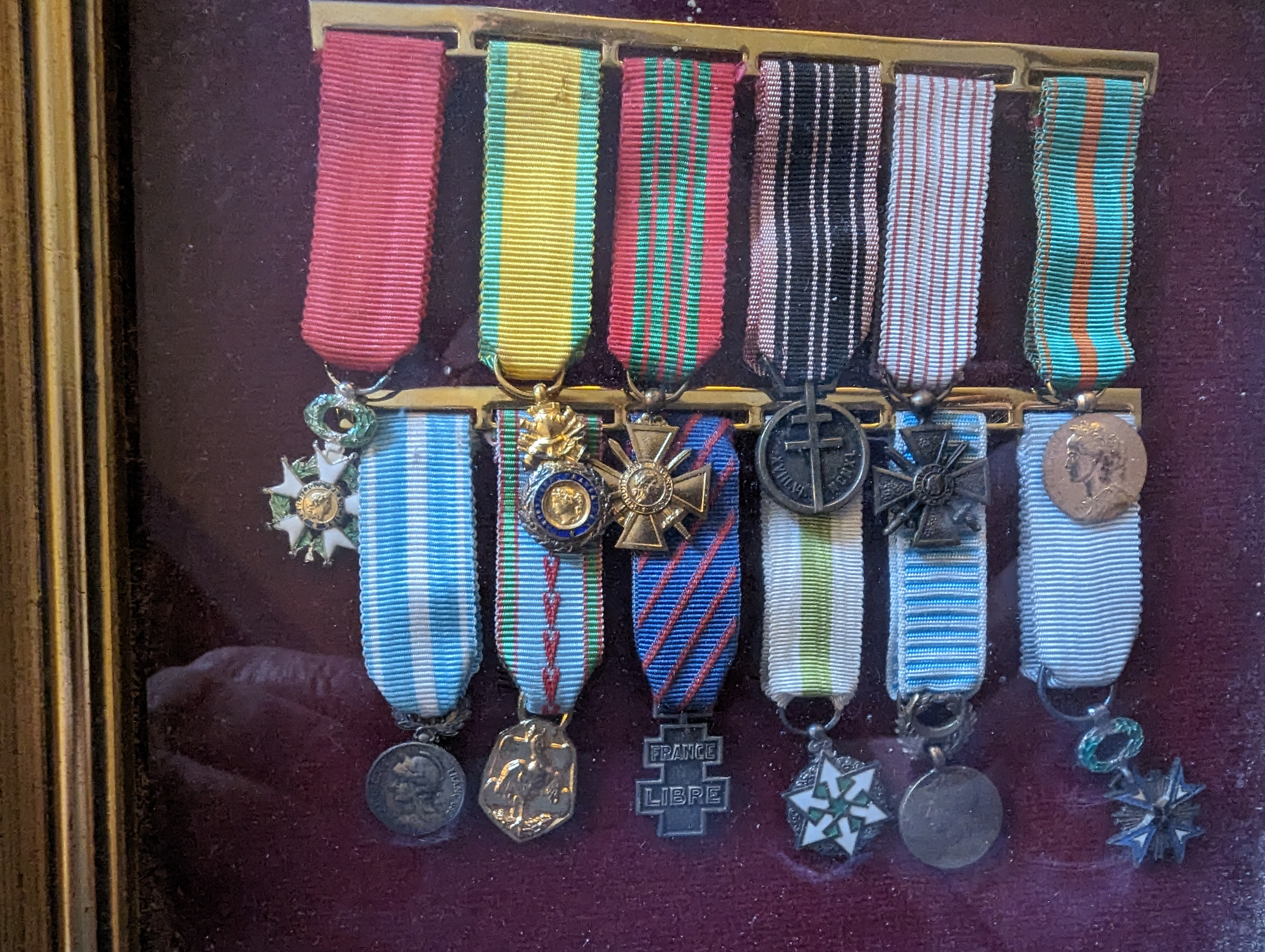
Médailles Réductions du Commandant Jean-Albert Dupont